# Cycles Royal-Fabric
 (mai 2013).
Si vous disposez d'ouvrages ou d'articles de référence ou si vous connaissez des sites web de qualité traitant du thème abordé ici, merci de compléter l'article en donnant les références utiles à sa vérifiabilité et en les liant à la section « Notes et références ».
Cycles Royal-Fabric est un fabricant français de cycles.  

## Historique
La marque est créée en 1910 par le constructeur J-B Barbier à Saint-Étienne. La Société est vendue en 1931 aux frères Simon en Corrèze. 
Les cycles sont vendus sous les marques JBB, Royal-Fabric et Mecano jusque dans les années 1960. Elle a équipé de nombreux coureurs individuellement comme Benoît Faure en 1925, puis sponsorisé une équipe avec Jacques Vivier à partir de 1949 jusqu'en 1957.  